# Leptoscyphus horizontalis
Leptoscyphus horizontalis là một loài rêu tản trong họ Geocalycaceae. Loài này được (Hook.) Herzog miêu tả khoa học lần đầu tiên năm 1926.